# Duha, Iemilciîne
Duha (în ucraineană Дуга) este un sat în comuna Zelenîțea din raionul Iemilciîne, regiunea Jîtomîr, Ucraina.

## Demografie
Componența lingvistică a localității Duha
     Ucraineană (95%)
     Rusă (3,75%)
     Belarusă (1,25%)
Conform recensământului din 2001, majoritatea populației localității Duha era vorbitoare de ucraineană (95%), existând în minoritate și vorbitori de rusă (3,75%) și belarusă (1,25%).